# Krusenstern (Berg)
Der Krusenstern (russisch Гора Крузенштерна Gora Krusensterna) ist mit 1547 m der höchste Berg des russischen Nowaja-Semlja-Archipels im Nordpolarmeer. Er befindet sich an der Westseite der nördlichen Sewerny-Insel und ist gleichzeitig auch die höchste Erhebung der Oblast Archangelsk.

## Geografie
Der Gipfel liegt etwa 15 km südlich der Nordenskjöld-Bucht an der Barentssee. Im Osten und Süden (Glasowgletscher) des Gipfels fließen Gletscherarme des Eisschildes der Sewerny-Insel, des größten Eiskappe Europas sowie drittgrößten der Erde. Der Gipfel und seine steil abfallenden Hänge sind eisbedeckt. Mit einer Dominanz von 1077 km zum Newtontoppen ist der Krusenstern der sechstdominanteste Berg Europas sowie der dominanteste Inselberg Europas.

## Geschichte
Zuerst auf einer Karte verzeichnet wurde der Berg im August 1822 von Friedrich Benjamin von Lütke, später langjähriger Präsident der Russischen Akademie der Wissenschaften und Gründer der Russischen Geographischen Gesellschaft, der die Küsten Nowaja Semljas erforschte. Lütke benannte ihn nach Admiral Adam Johann von Krusenstern, dem Leiter der ersten russischen Weltumseglung. Lütke schrieb am 9. August 1822 in sein Tagebuch: „Von der Admiralitätsinsel aus neigt sich die Küste nach Osten. Die Berge werden niedriger, aber steiler, und sind fast komplett mit Schnee bedeckt. Die Küste ist sehr einheitlich. Es gab nur ein paar Gletscher und einen sehr hohen, zeltartigen Berg auf 74°30’. Er heißt Berg Krusenstern – ein glorreicher Name in der akademischen Welt, so geschätzt von jedem, der die mit der Vornehmheit der Seele verbundenen Werte zu schätzen weiß“.
Obwohl Lütke die Position des Berges auf seiner Karte korrekt angab, wurde er im Laufe des 19. Jahrhunderts auf Karten im In- und Ausland an verschiedenen Positionen eingezeichnet. Nach der Oktoberrevolution wurde der Name Krusenstern nicht mehr verwendet, sowjetische Karten und Kataloge führten ihn nicht auf. Das Exekutivkomitee der Oblast Archangelsk bestätigte 1958, dass der Berg nach der Nördlichen Hydrographischen Expedition (kurz SGE) neu benannt werde, die den Archipel in den 1950ern kartierte. Der Name erschien aber nur auf einigen nautischen Karten.
Bei Expeditionen der Russischen Geographischen Gesellschaft und der Nordflotte ab 2017 wurden mehrere Berge in Nowaja Semlja, darunter der Krusenstern, von Gruppen bestiegen. Im August 2022 wurde der Krusenstern zum Anlass des zweihundertsten Jahrestags seiner Entdeckung von zwölf Mitgliedern der Nordflotte, der Hauptverwaltung des russischen Verteidigungsministeriums, des Nationalen Zentrums für Verteidigungsmanagement, der Russischen Geographischen Gesellschaft und Rosatoms bestiegen, die am Gipfel die Flagge der Region und die Sankt-Andreas-Flagge der russischen Marine aufstellten und Gedenkplaketten anbrachten.
Im Februar 2022 reichte der Oberbefehlshaber der Marine, Admiral Nikolai Jewmenow, im Namen des Nationalparks Russische Arktis und der Nordflotte eine vom Verteidigungsministerium unterstützte Initiative zur Rückbenennung des Berges in seinen ursprünglichen Namen, Krusenstern, beim Parlament der Oblast Archangelsk ein.